# Elisabetta Renzi
Maria Elisabetta Renzi (Saludecio, província de Rímini, 19 de novembre de 1786 - Coriano, 14 d'agost de 1859) fou una religiosa italiana, fundadora de la congregació de les Mestres Pies de la Dolorosa. És venerada com a beata per l'Església catòlica.

## Biografia
Maria Elisabetta Renzi va néixer a Saludecio (Romanya), segona dels set fills de Giambattista Renzi i Vittoria Boni, que formaven una família benestant profundament creient; educada cristianament, als nou anys va fer vot privat de castedat. Va estudiar al monestir de clarisses de Mondaino, lloc veí de Saludecio on la família s'havia traslladat el 1791 i on madurà la seva vocació religiosa; el 1807 va decidir d'entrar al monestir de monges agustines de Pietrarubbia, però la supressió napoleònica dels ordes religiosos el 1810 li ho impedí. Renzi va prendre com a director espiritual el prevere Vitale Corbucci qui, veient la forta vocació de la jove, l'orientà per anar a Coriano, a deu kilòmetres de Rímini, on feia sis anys que funcionava una institució eclesiàstica d'educació per a noies.
El 29 d'abril de 1824 Elisabetta va partir cap a Coriano, on va treballar amb la petita comunitat de dones, anomenades Pobres del Crucifix, i on va trobar-hi la seva missió d'educadora. A imitació de les Filles de la Caritat de Verona, Renzi va proposar de vincular la casa de Coriano a una congregació religiosa que se n'ocupés de manera estable i en garantís el futur. Va iniciar llavors el contacte amb la fundadora de les Filles de Verona, Maddalena Canossa, perquè s'establissin a Coriano, però la fundadora no ho veia clar, ja que era un llogarret petit. El 1829, Renzi prengué les regnes de l'institut de Coriano i organitzà la comunitat. L'èxit de l'institut a Coriano va fer que Sogliano, poble veí, li demanés d'obrir-hi un institut similar, el mateix 1829. La mort de Maddalena Canossa impedí que l'establiment de la seva congregació acabés de prosperar, i els superiors eclesiàstics van pensar d'unir la comunitat de Coriano a la congregació de les Mestres Pies de Roma, però l'intent tampoc no va reeixir i Renzi va decidir de fundar ella mateixa una nova congregació.
El 12 de gener de 1838 va presentar el seu projecte al bisbe de Rimini, que l'aprovà el 26 d'agost de 1839 amb el nom de Congregació de les Mestres Pies de la Dolorosa, dedicada a l'educació integral de les noies. El 29 d'agost Renzi i deu companyes van prendre'n l'hàbit a Coriano. Aviat, la congregació va créixer i obrí altres cases a Sogliano, Roncofreddo, Faenza, Savignano, Corignola i Mondaino. Renzi dedicava els seus esforços a la difusió de la congregació, l'educació de les noies i la formació de les noves germanes. Les fatigues i el treball continu van minar la salut d'Elisabetta Renzi, que morí el 14 d'agost de 1859.

## Veneració
Sebollida a la capella de la congregació de Coriano, fou exhumada i traslladada a un altre lloc en la mateixa capella el 1869. Fou beatificada per Joan Pau II el 18 de juny de 1989.